# Euphorbia balbisii
Euphorbia balbisii är en törelväxtart som beskrevs av Pierre Edmond Boissier. Euphorbia balbisii ingår i släktet törlar, och familjen törelväxter. Inga underarter finns listade i Catalogue of Life.